# Dichaetomyia peroe
Dichaetomyia peroe är en tvåvingeart som först beskrevs av Walker 1849.  Dichaetomyia peroe ingår i släktet Dichaetomyia och familjen husflugor. Inga underarter finns listade i Catalogue of Life.